# 마틴 A. 한센

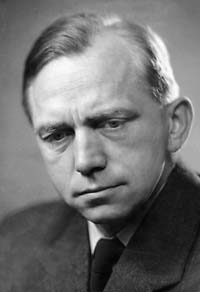

마틴 A. 한센(Martin A. Hansen, 1909년 8월 20일 ~ 1955년 6월 27일)은 덴마크의 소설가이다. 소농의 아들로 스티운스에서 태어났다. 교사양성소에서 공부를 한 후 코펜하겐에서 교편생활을 하고 있었으나 1946년서부터 작가활동에 들어섰다. 대표작으로는 <거짓말쟁이>(1950)와 <올므와 테아의 신>(1952)이 있는데 전자는 라디오 소설로 주인공인 학교교사 요하네스 피크의 주변을 일기형식으로 다루었다. 피크는 도덕에 대한 강한 관심을 가지면서 한편으로는 탐미적인 면도 있다. 그리하여 이 두 가지 성격을 지닌 인간이 실생활에 접했을 때의 고뇌를 그린 것이 이 소설이다. <올므와 테아의 신>은 한센의 문학적 공상과 고고학적·문화사적 지식에 의한 북구의 고대에서 중세에 이르는 종교변천의 문화사이다.